# Verdrag nopens de beperking van het gebruik van wapengeweld bij het innen van schulden uit overeenkomst
Het Verdrag nopens de beperking van het gebruik van wapengeweld bij het innen van schulden uit overeenkomst is een op 18 oktober 1907 tijdens de tweede Haagse vredesconferentie tot stand gekomen verdrag dat aan partijen beperkingen oplegt, specifiek ten aanzien van het gebruik van geweld bij het innen van schulden bij een andere staat. Het verdrag werd destijds gezien als een belangrijke stap ter voorkoming van oorlogen, en heeft een rol gespeeld in de totstandkoming van het verbod op het gebruik van geweld in het internationaal recht.

## Geschiedenis
Toen het verdrag tot stand kwam, werd het voeren van oorlog om een geschil te beslechten nog gezien als handeling die binnen de soevereiniteit van de staat viel. Het was aan elke staat zelf om te bepalen of hij alle vreedzame middelen om het geschil te beslechten had uitgeput. Het voeren van een oorlog om een openstaande schuld bij een andere staat te innen werd daarom aanvaardbaar geacht.
Het voorstel voor het verdrag heeft zijn oorsprong in de Venezolaanse crisis van 1902, toen Groot-Brittannië, Duitsland en Italië zich gezamenlijk tegen Venezuela keerden om Venezuela met geweld te dwingen de schulden van hun onderdanen te vereffenen. Naar aanleiding van deze crisis formuleerde de Venezolaanse Minister van Buitenlandse Zaken Luis María Drago de Drago doctrine. Deze doctrine kwam er op neer dat geen enkele buitenlandse macht het recht had om een geldelijke schuld met geweld bij een andere staat te innen. Op de derde Conferentie van Amerikaanse Staten van 1906 in Rio de Janeiro werd een voorstel gedaan om tijdens de tweede Haagse vredesconferentie van 1907 een voorstel in te dienen of, en in hoeverre, staten geweld mogen gebruiken tegen een andere staat bij het innen van een schuld. Tijdens de vredesconferentie in Den Haag introduceerde generaal Horace Porter van de Verenigde Staten de kwestie als aanvulling op het vastgestelde programma. Het voorstel was in eerste instantie verwoord als uitzondering op het recht van staten om oorlog te voeren bij het innen van schulden. Slechts in specifiek opgesomde gevallen zouden staten geen geweld mogen gebruiken. Het voorstel werd uiteindelijk na reservaties van Venezuela aangepast. Het gebruik van geweld werd verboden, tenzij de staat die een schuld had niet aan bepaalde plichten voldeed.

## Het verdrag
Het verdrag bevatte voor zijn tijd twee noviteiten. Enerzijds een beperking om oorlog te voeren bij het innen van schulden, anderzijds een indirecte verplichte arbitrageclausule. Hoewel internationale arbitrage ten tijde van het verdrag veelvuldig voorkwam, werd er weinig gebruik gemaakt van de mogelijkheid om arbitrage in specifieke gevallen te verplichten. Het tweede Haagse verdrag van 1907 bevat wel een indirecte verplichting tot arbitrage. Het eerste artikel bepaald namelijk dat de partijen ter vereffening van openstaande schulden geen oorlog mogen voeren. Op deze regel zijn drie uitzonderingen geformuleerd, namelijk wanneer de schuldenaar het aanbod tot arbitrage afslaat of niet reageert op het verzoek; het tot stand komen van een arbitragecompromis onmogelijk maakt, of; de arbitrage-uitspraak niet nakomt. Doet zo een uitzondering zich voor dan is – volgens het verdrag – geweld toegestaan ter vereffening van een schuld.
Artikel 2 vervolgt met de te hanteren procedure voor het innen van een schuld via arbitrage. Dit moet geschieden overeenkomstig de arbitragetitel in Verdrag voor de vreedzame beslechting van internationale geschillen. Hoewel het verdrag dit dus niet met zoveel woorden zegt, worden de partijen geacht om hun geschillen in eerste instantie via arbitrage op te lossen. Het Internationaal Gerechtshof had in de Certain Norwegian Loans-zaak tussen Frankrijk en Noorwegen echter een iets andere interpretatie van het verdrag. Het Hof stelde dat het verdrag alleen verplicht om geldelijke geschillen niet met geweld op te lossen voordat de staten getracht hebben het geschil middels arbitrage op te lossen. Het verdrag verplicht de partijen echter niet om het geschil via arbitrage te beslechten.

## Tegenwoordig
Na de totstandkoming van de Verenigde Naties heeft het verdrag veel aan belang ingeboet. Artikel 2(4) van het Handvest van de Verenigde Naties verbiedt namelijk het gebruik van geweld, en de dreiging met geweld, tegen andere staten. Het verdrag zelf wordt gezien als een eerste stap in de richting van het systeem van collectieve veiligheid van de Verenigde Naties.